# Alexandru Dulău
Alexandru Dulău (13 de abril de 1964) es un deportista rumano que compitió en piragüismo en la modalidad de aguas tranquilas. Ganó una medalla de plata en el Campeonato Mundial de Piragüismo de 1986 en la prueba de K4 10 000 m.
Participó en los Juegos Olímpicos de Los Ángeles 1984, donde fue eliminado en las semifinales de la prueba de K2 1000 m.

## Palmarés internacional
| Campeonato Mundial | Campeonato Mundial | Campeonato Mundial | Campeonato Mundial |
| Año                | Lugar              | Medalla            | Evento             |
| ------------------ | ------------------ | ------------------ | ------------------ |
| 1986               | Montreal (Canadá)  | Medalla de plata   | K4 10 000 m        |